# فرانسيسكو كزافييه دو امارال
فرانسيسكو كزافييه دو امارال (بالبرتغالية: Francisco Xavier do Amaral‏) (و. 1937 – 2012 م) هو سياسي من تيمور الشرقية.